# Schneefangsystem
Ein Schneefangsystem hält den abrutschenden Schnee im Traufbereich oder bei längeren Dächern auch auf der Dachfläche fest.
Besonders in schneereichen Wintern besteht die Gefahr, dass große Schneemengen unberechenbar vom Dach abrutschen und so Sach- und Personenschäden verursachen. Um solchen gefährlichen Dachlawinen vorzubeugen, können unterschiedliche Schneesicherungssysteme an Dächern angebracht werden.

## Arten

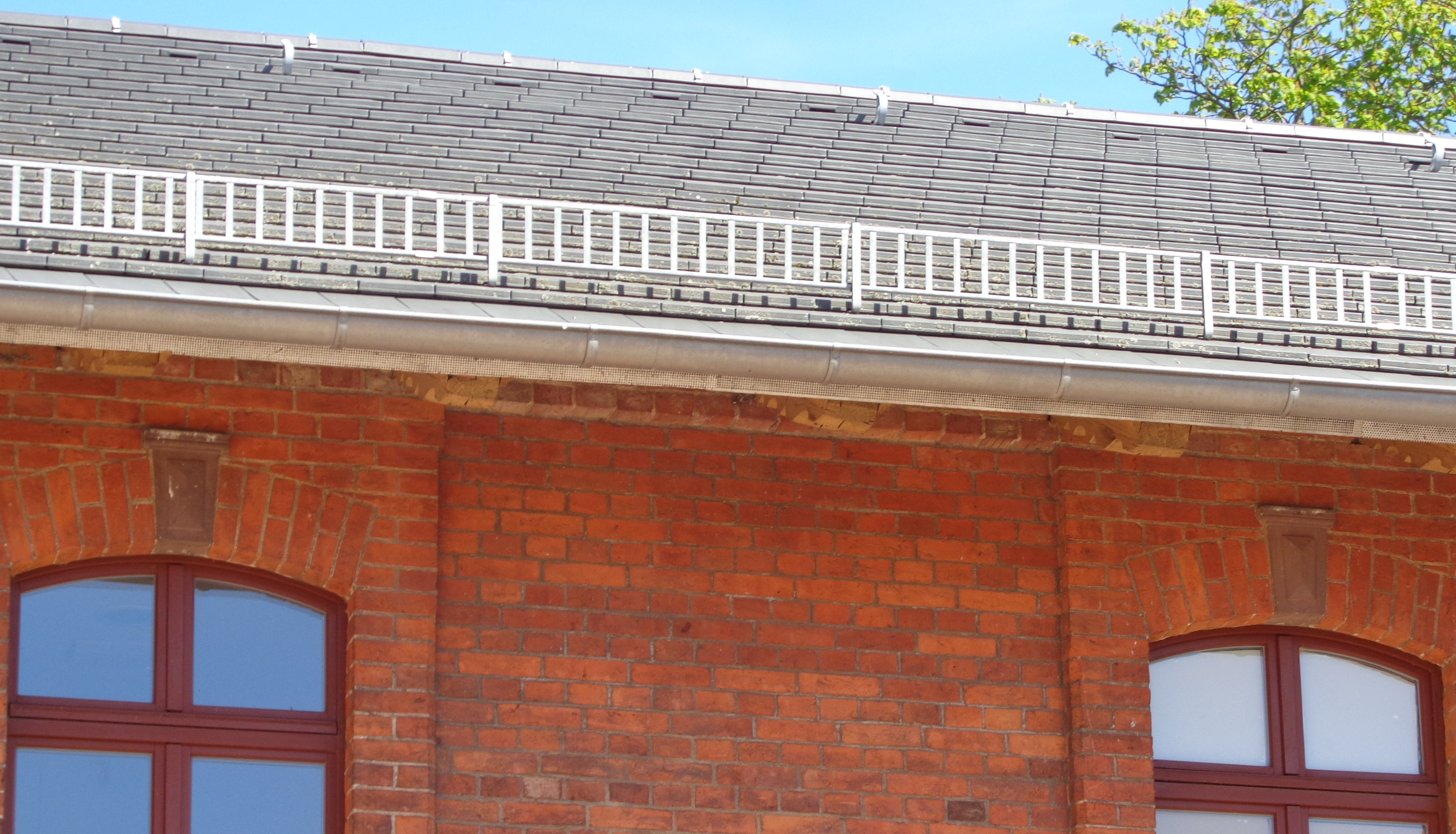
Schneefanggitter

- Ein Schneefanggitter sorgt dafür, dass der Schnee im Traufbereich des Dachs gestaut wird. Bei der Montage ist darauf zu achten, dass sowohl das Material als auch die Verankerungsmöglichkeit in der Unterkonstruktion den enormen flächigen sowie punktuellen Druckbelastungen durch Schnee standhalten kann. Schneefanggitter sind die am häufigsten verwendete Variante zur Schneesicherung.

- Neben Schneefanggittern stellen Schneefangbalken/-rundhölzer oder Schneefangrohre gerade für schneereiche Gebiete eine stabilere Sicherheitsvorkehrung dar. Wie Schneefanggitter werden Schneefangbalken/-rundhölzer bzw. Schneefangrohre mittels Schneefanghaken an der Traufe des Daches angebracht, um den abrutschenden Schnee abzufangen.

- Eine Schneefangpfanne dient der sicheren Befestigung von Schneefanggittern oder Schneefangbalken auf Dachpfannen. Sie ist meist in Form und Farbe den eingesetzten Dachpfannen angepasst.

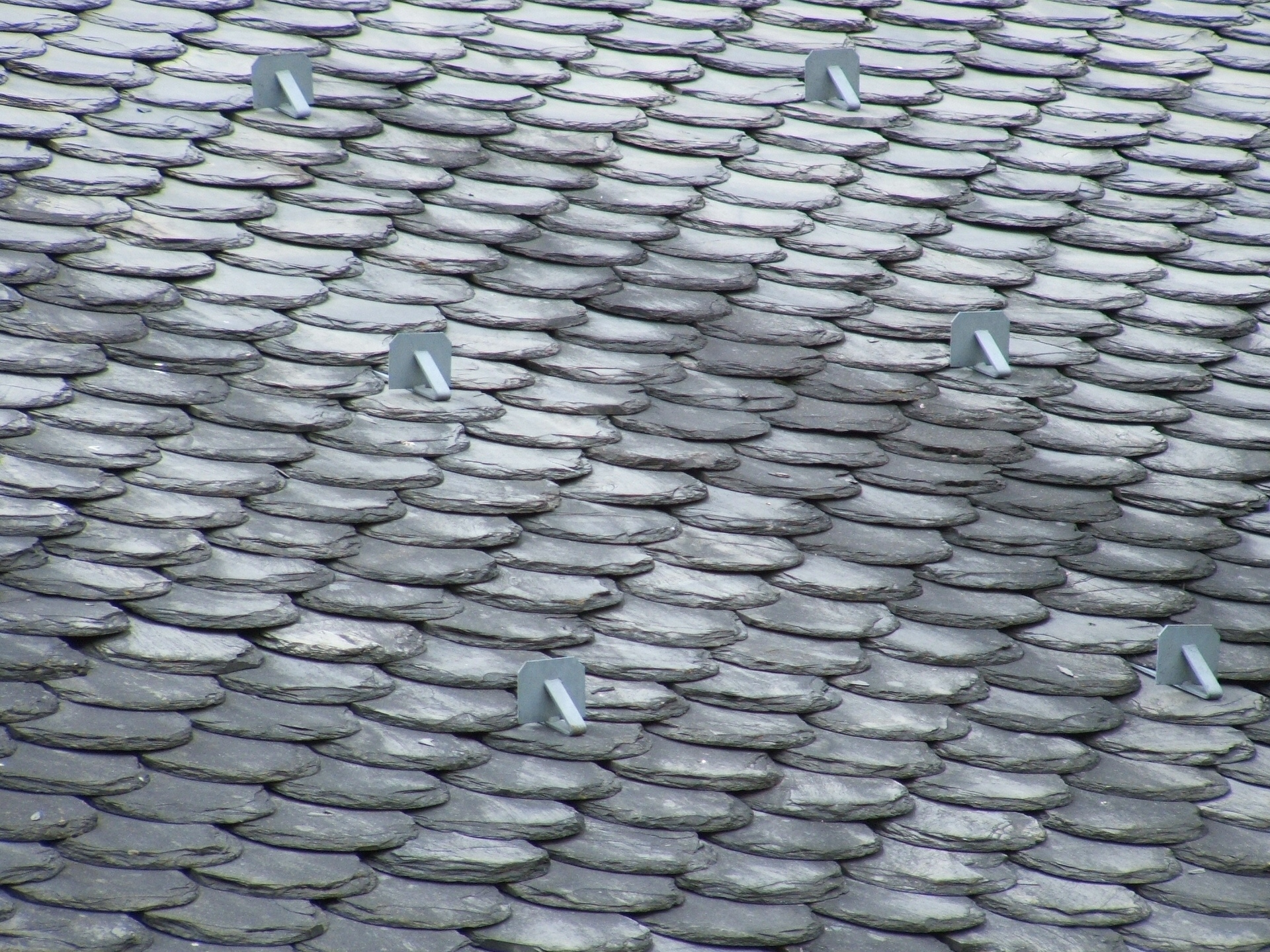
Schneefanghaken

- Schneefanghaken (Schneestopper oder Schneenasen) sind in der ganzen Dachfläche verteilt und hindern den Schnee am Abrutschen. Durch die Schneefanghaken wird bei hohen Schneemassen der Schnee auf dem Dach gehalten, so dass weniger Schnee auf das Schneefangsystem, wie z. B. dem Schneefanggitter, einwirkt. Schneehaken können alleine oder in Kombination mit Schneefangsystemen in der Dachtraufe eingesetzt werden. Die Haken können bei fast allen Dachziegelarten und Dachsteinen eingehängt werden und bieten in Kombination mit Schneefangsystemen einen optimalen Schutz insbesondere für Dächer mit hohem Neigungswinkel.

- Eine weitere Möglichkeit Dachlawinen am Dach zu vermeiden sind sogenannte Dachheizungen. Sie sorgen dafür, dass der Schnee schmilzt und somit keine hohen Schneelasten oder Dachlawinen auftreten können. Der Einsatz von Dachheizungen findet aber eher bei sehr speziellen Einsatzgebieten statt.

## Gesetzliche Regelung
Im Allgemeinen ist ein Hauseigentümer in Deutschland nicht dazu verpflichtet, sein Dach mit einem Schneefangsystem auszurüsten. Zur Erfüllung der allgemeinen Verkehrssicherungspflicht muss er jedoch alle zumutbaren Vorkehrungen zur Vermeidung von Schäden durch Dachlawinen treffen. Sollten dennoch Schäden durch Schneerutsch entstehen, haftet der Hauseigentümer zu 50 %.
Dächer mit einem Neigungswinkel von über 50 Grad müssen dabei gesondert gesichert werden, sonst haftet der Hauseigentümer voll für etwaige Schäden.
Darüber hinaus sind die Sicherheitsanforderungen in den teilweise voneinander abweichenden Landesbauordnungen geregelt.

## Schneelastberechnung
Generell lässt sich Deutschland je nach geografischer Lage in mehrere Schneelastzonen unterteilen. Je höher ein Gebäude liegt, umso höher ist auch die zulässige Schneelast anzusetzen, welche nach ZDVH-Regelung zur Lastermittlung von Schneelasten basierend auf der neuen DIN EN 1991 berechnet wird.